# Upadek Cesarstwa Bizantyńskiego
Upadek Cesarstwa Bizantyńskiego – wielowiekowy proces, w wyniku którego upadło istniejące od 395 roku Cesarstwo Wschodniorzymskie. Za szczególnie istotne wydarzenie w upadku Cesarstwa uważa się Bitwę pod Manzikertem. Po tym wydarzeniu Cesarstwo stale traciło tereny na rzecz Turków Seldżuckich. Cesarstwo niszczyły wojny z Bułgarią, Państwem Arabskim, ludami Ruskimi, krucjaty państw Europy Zachodniej i wojny domowe. Upadek zakończyło zdobycie Konstantynopola przez Turków Osmańskich w 1453 roku.
Do upadku Bizancjum przyczyniły się:
- Bitwa pod Manzikertem w roku 1071, w wyniku której do niewoli Turków Seldżuckich dostał się ówczesny cesarz wschodniorzymski, Roman IV Diogenes
- Bitwa pod Myriokefalon w 1176 roku, po której Sułtanat Rumu przejął inicjatywę w regionie Anatolii, znacząco ograniczając wpływy bizantyjskie w regionie
- Zdobycie Konstantynopola w 1204 roku i utworzenie Cesarstwa Łacińskiego, co znacznie pogorszyło relacje z katolickim zachodem i wciągnęło Bizancjum w trwający kilkadziesiąt lat konflikt o odzyskanie miasta
- Bizantyjskie wojny domowe w latach 1321–1328, 1341–1347 oraz 1373–1379
- Utrata Gallipoli w 1354 roku i wkroczenie Turków Osmańskich do Europy
- Oblężenie i zdobycie Konstantynopola przez Imperium Osmańskie w 1453

Animowana mapa pokazuje następujące epizody z dziejów Cesarstwa Bizantyńskiego: rok 476 – upadek Cesarstwa zachodniorzymskiego za rządów cesarza Zenona na Wschodzie; 550 – największy zasięg terytorialny Bizancjum za rządów Justyniana Wielkiego; 717 – rok oblężenia Konstantynopola przez Arabów za czasów Leona III; 867 – początek panowania Bazylego I; 1025 – śmierć Bazylego II; 1095 – panowanie Aleksego I; 1170 – rządy syna Aleksego, Manuela I; 1270 – rządy Michała VIII; 1400 – rządy Manuela II

## Polityka wewnętrzna w X wieku

Obszar Cesarstwa Bizantyńskiego za panowania Bazylego II

Bizancjum w okresie największego zasięgu za rządów ostatnich Komnenów

Bizancjum czasy swojej największej świetności osiągnęło w średniowieczu, na przełomie X i XI wieku w czasach panowania Bazylego II. Wówczas państwo bizantyńskie obejmowało największy obszar od czasu rządów cesarza Herakliusza w VI wieku. Ekspansje Bazylego, prowadzone zarówno na wschodzie, jak i daleko na zachodzie, opierały się w dużej mierze na podporządkowaniu administracji wojsku. Na czele każdego okręgu wojskowego, czyli temu, stał strateg, a podstawę wojska stanowili stratioci – czyli chłopi wcieleni do wojska. W X wieku, wskutek wzbogacenia się arystokracji (dynatoi), a jednoczesnego zubożenia stratiotów nasiliły się próby odebrania im majątku ziemskiego przez możnych. Chłopi, przeciążeni nadmiernymi podatkami, często woleli sprzedać lub nawet oddać swoją ziemię bogatemu możnowładcy, by uniknąć płacenia podatków należnych państwu. Był to krok ku systemowi przypominającemu zachodnioeuropejski feudalizm. Działał on na niekorzyść dla cesarstwa, gdyż powodował zmniejszenie ilości żołnierzy. Członkowie dynastii w ten sposób nie tylko poszerzali swoje włości, ale przede wszystkim zabierali państwu poddanych rolników – wolnych chłopów i służących w wojsku stratiotów. Wielu cesarzy w X wieku starało się przeciwdziałać takim praktykom. Jednym z nich był Roman I Lekapen, który w 922 r. ustanowił zasady prawa pierwokupu działki, pozwalając stratiotom wyzbyć się swojej ziemi z powodu problemów finansowych. W Noweli wymieniono kategorie osób, które mogą nabyć taką działkę i dopiero na ostatnim miejscu byli przedstawiciele arystokracji. Nowela Romana nie wyeliminowała jednak procederu skupywania ziem chłopskich, wobec czego wydał on prawo, w którym zapisano zasadę zwrotu chłopu ziemi bez odszkodowania pieniężnego na rzecz kupującego wcześniej działkę arystokraty. Wiek X to okres rządów zarówno cesarzy sprzyjającymi arystokracji ziemskiej, jak i tych, którzy działali na rzecz małej własności chłopskiej. Do drugiej grupy należeli m.in. Roman Lekapen czy Konstantyn VII Porfirogeneta. Ostatnim cesarzem wrogim polityce powiększania wielkich majątków ziemskich możnych był Bazyli II. Po jego śmierci nastąpił stopniowy rozpad bizantyńskiego systemu politycznego.

## Kryzys wewnętrzny w XI wieku

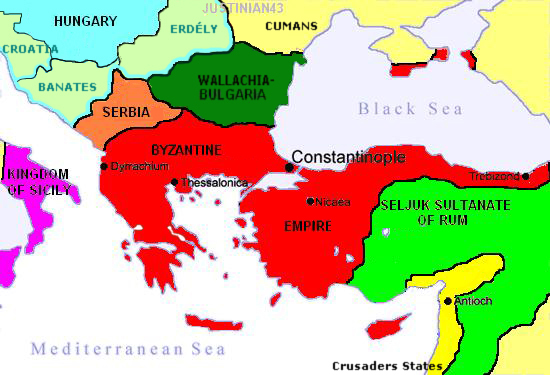
Bizancjum pod panowaniem ostatnich Angelosów; widoczny tu Cypr do nich nie należał, od 1184 rządzony samowładnie przez Izaaka Komnena, a siedem lat później zajęty przez Ryszarda Lwie Serce

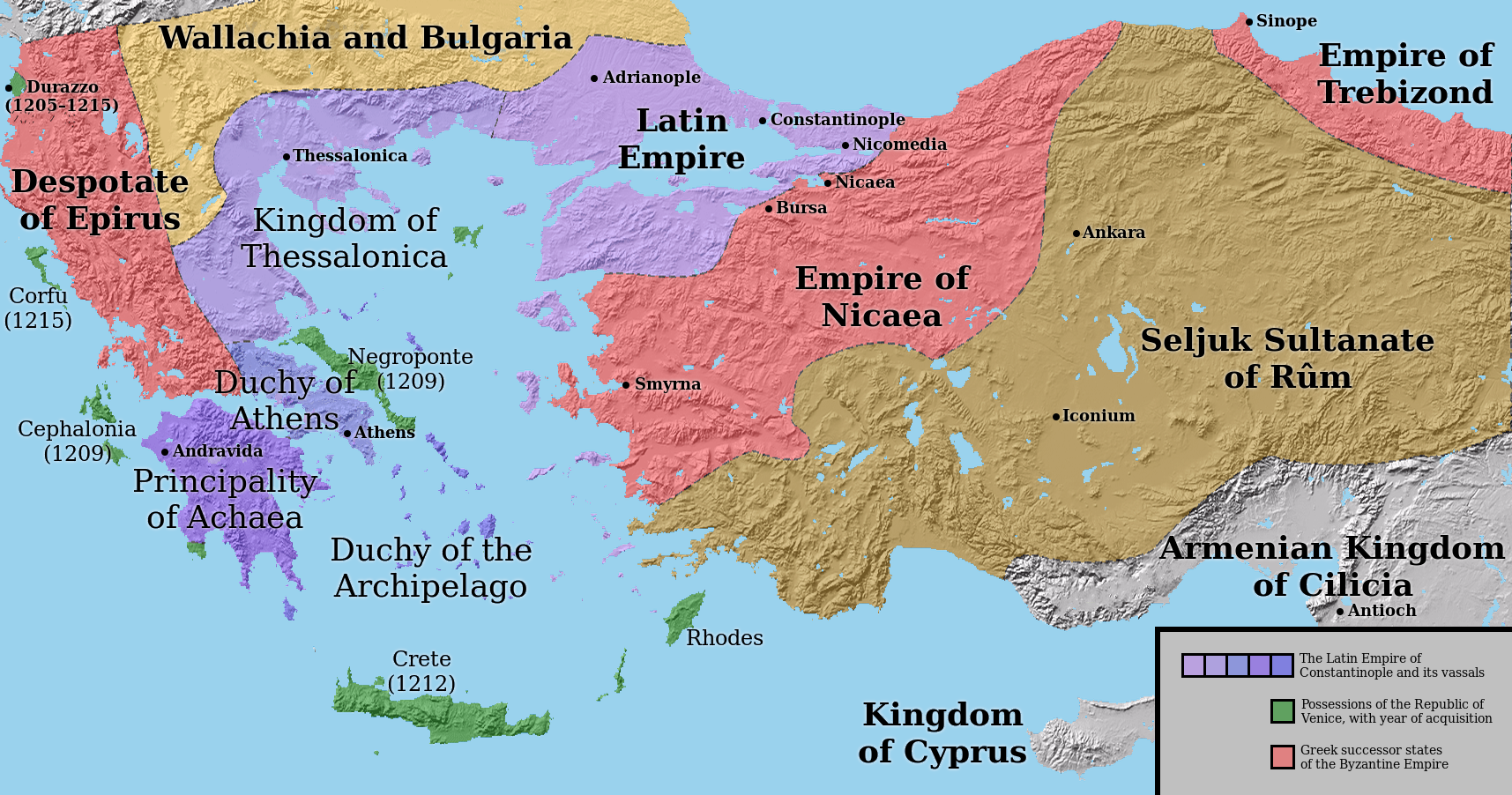
Cesarstwo Nikejskie po opanowaniu większości terenów Bizancjum przez Wenecję i łacinników; rządzone przez dynastię Laskarysów

Następcy Bazylego nie walczyli już z możnowładcami feudalnymi, a stratiockie dobra szybko się kurczyły. W latach 1025–1081 nastąpiło osłabienie autorytetu władzy. Przykładowo, Konstantyn VIII bardziej niż na rządzeniu skupiał się na zabawach i ucztach, podczas których trwonił publiczne pieniądze. Z kolei Roman III Argyros zrezygnował z allelengyonu, czyli podatku nakładanego na możnowładców oraz odwołał ustawy zakazujące przejmowanie członkom dynastii działek stratiockich. Wiek XI pełen był intryg dworskich oraz wewnętrznej walki o władzę. Był to efekt braku dostatecznie silnych jednostek u władzy. Symbolem obniżenia autorytetu władzy cesarskiej był fakt, że patriarcha Konstantynopola Michał Kerulariusz, w czasach rządów Izaaka Komnena zaczął nosić purpurowe trzewiki, co przysługiwało dotąd jedynie cesarzowi. Oznaczało to uniezależnienie Kościoła od cesarza. Kościół dotąd przez stulecia, zgodnie z doktryną cezaropapizmu był podległy cesarzowi, a w myśl polityki Kerulariusza zrównywał się z nim. Kolejnym szkodliwym czynnikiem w XI wieku był przywilej ekskusji, który zwalniał z podatków wielkich właścicieli ziemskich, przez co pieniądze płynęły do członków dynastii zamiast kasy cesarskiej. Poza immunitetem podatkowym istniał również immunitet sądowy, gdzie możnowładca sprawował władzę sądowniczą nad parojkami, czyli swoimi poddanymi. W XI wieku upowszechniła się również pronoja, czyli własność ziemska oddawana możnowładcom za zasługi. Ten kolejny krok w stronę feudalizmu różnił się tylko tym od zachodnioeuropejskich lenn, że pronoja początkowo nie była nadawana na własność i na czas nieograniczony. W rzeczywistości praktyka nadawania Pronoj osłabiała scentralizowaną dotąd władzę cesarza oraz nasilała wspomniany proceder wydzierżawiania podatków, który w czasach ostatnich Paleologów doprowadził państwo bizantyńskie do ruiny, ponieważ w XIV wieku nie było już prawie skąd czerpać podatków. Coraz mniej władzy mieli cesarscy urzędnicy, a coraz więcej możnowładcy. W sferze ekonomicznej od połowy XI wieku dało się odczuć w Bizancjum kryzys finansowy spowodowany spadkiem wartości pieniądza. Nomsima, czyli złota moneta, straciła na wartości poprzez domieszki mniej szlachetnych metali. W ciągu stu pięćdziesięciu następnych lat jej wartość spadła o dziesięć procent. Wybijany od 1092 r. hyperpyron spadł o połowę nominalnej wartości w niewiele ponad dwieście lat. Pod koniec swojego istnienia Cesarstwo Bizantyjskie nie wytwarzało już w ogóle złotych monet.

## Problemy zewnętrzne

Cesarstwo Bizantyńskie po odzyskaniu Konstantynopola przez Michała VIII, gdy państwo przejściowo odzyskało status lokalnego mocarstwa

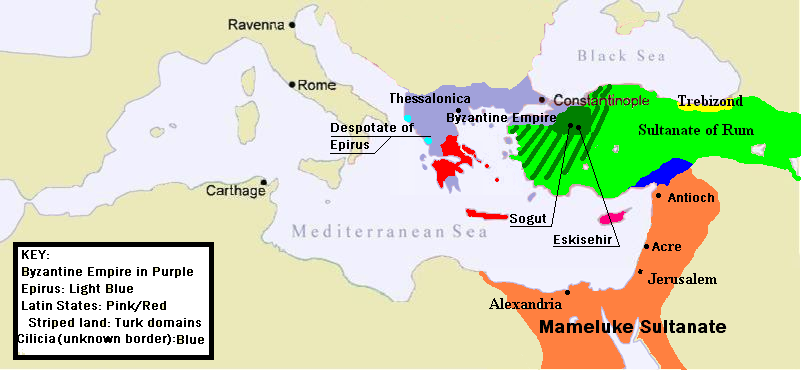
Bizancjum (w kolorze szarym) na początku rządów Andronika III

W XI w. następował stopniowy upadek wojskowej potęgi Bizancjum. Było to spowodowane zmniejszeniem się liczby stratiotów, a ci, którzy jeszcze pozostali, mogli sami się zwolnić od służby wojskowej po uiszczeniu ustalonej opłaty. Z kolei temy zaczęły tracić swój militarny charakter, ponieważ strategowie utracili swoje dotychczasowe uprawnienia na rzecz zarządców prowincji. Upadek systemu stratiockiego zmusił cesarzy do powoływania różnego rodzaju wojsk najemnych, składających się głównie z Waregów oraz Anglików. Dzięki dobrym dowódcom armii potęga terytorialna Cesarstwa Bizantyjskiego nie załamała się po śmierci Bazylego II. Przykładem tego są chociażby zwycięskie kampanie wybitnego wodza Jerzego Maniakesa, który w 1032 roku zdobył położoną w Syrii Edessę. Pod względem zagrożeń zewnętrznych od XI wieku wysuwają się najazdy Kumanów, Uzów i Pieczyngów z północy, Normanów z zachodu, a Turków Seldżuckich ze wschodu. Ci ostatni byli całkowicie nowym przeciwnikiem. Seldżukowie w latach sześćdziesiątych XI wieku opanowali Armenię, Cylicję i weszli w głąb Azji Mniejszej. W 1071 roku próbował ich powstrzymać cesarz Roman IV Diogenes, jednak w słynnej bitwie pod Manzikertem poniósł porażkę i dostał się do niewoli. Bitwa ta jest dość powszechnie uważana za jeden z kamieni milowych w kilkusetletnim upadku Bizancjum. Polepszenie sytuacji politycznej Cesarstwa nastąpiło dopiero pod koniec długiego panowania dynastii Komnenów w latach 1181–1185. Jej najwybitniejszy przedstawiciel Aleksy I Komnen nie zmniejszył jednak drastycznie nadań Pronojarnych, dlatego opierał się podobnie jak jego poprzednicy na wojskach najemnych. Jego apel o pomoc dla słabnącego militarnie Bizancjum zbiegł się z pierwszą wyprawą krzyżową, która nieoczekiwanie pozwoliła Bizancjum na odzyskanie niektórych ziem od Turków w Azji Mniejszej, jak na przykład zdobycie Nikei. Wśród błędów, jakie popełnił Aleksy w polityce zagranicznej, należy wymienić uzależnienie gospodarcze i wojskowe od Republiki Weneckiej, co ciągnęło się za Cesarstwem aż do jego upadku. W czasach Aleksego I, w wyniku niekorzystnych zjawisk, miała miejsce utrata znaczenia najwyższych urzędów państwowych Bizancjum, co trwało do samego upadku Cesarstwa. Politykę Aleksego I kontynuowali jego dwaj następcy, jednak po stratowaniu ostatniego z zasiadających na tronie Komnenów na ulicach Konstantynopola, władzę objęła dynastia Angelosów. Wówczas w ciągu niecałych dwudziestu lat Bizancjum zostało podbite przez łacinników w trakcie czwartej wyprawy krzyżowej, za sprawą Wenecji wykorzystującej konflikty zaistniałe między Angelosami.

## Ostateczny upadek za rządów Paleologów

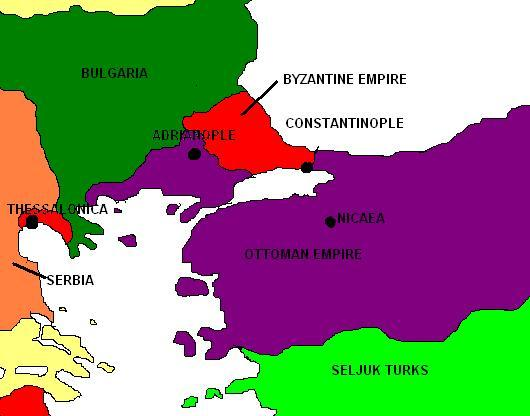
W kolorze czerwonym pozostałości Bizancjum za rządów Jana V (ok. 1369), po okresie wojen domowych i dalszych podbojów tureckich; widoczną Tesalonikę Bizancjum oddało Wenecji w 1422 (osiem lat później zajętą ostatecznie przez Osmanów)

W kolorze fioletowym Bizancjum, czyli okolice Konstantynopola wraz z Despotatem Morei należącym do Paleologów od 1383, zajętym przez Turków w 1460

Po zdobyciu Konstantynopola przez łacinników w 1204 roku, Bizancjum przez prawie sześćdziesiąt lat nie było we władaniu własnej stolicy. Cesarze Bizancjum rezydowali w tym czasie w Nikei (dzisiejszy İznik w Turcji). Za rządów Jana Watatzesa Cesarstwo Nicejskie zostało zreorganizowane, co umożliwiło zdobycie Konstantynopola przez jego następców. Michał VIII Paleolog odnowił w pełni Bizancjum ze stolicą w Konstantynopolu. Po śmierci Michała w 1282 r., panowanie jego syna Andronika II rozpoczęło okres ostatecznego rozkładu państwa. Pod jego władzą nastąpiło osłabienie autokratycznej władzy cesarskiej, co wyrażało się we wzroście rangi współcesarza. Władza zaczęła się coraz bardziej decentralizować na każdym szczeblu, a system administracyjny stracił swój hierarchiczny charakter. W dziedzinie gospodarki ziemskiej panuje stały się dziedziczne, co sprawiło, że najemnicy z obcych krajów stanowili większość bizantyńskiego wojska. Z powodu kryzysu finansowego i drastycznego osłabienia monety, Andronik II zdecydował się na znaczącą redukcję wojska. Zrezygnował całkowicie z posiadania floty na rzecz Genui. Było to błędem, gdyż będąca wówczas w sojuszu z Bizancjum Genua nie działała w przyszłości w interesie Cesarstwa i tylko uzależniała je bardziej od siebie. Decyzje te skutkowały nagłymi stratami terytorialnymi Cesarstwa Bizantyńskiego. Od wschodu bez przeszkód wdzierali się seldżuccy Turkowie, którzy u progu XIV stulecia zajęli prawie całą Azję Mniejszą z wyjątkiem niektórych, zwłaszcza miast nadmorskich. Jako ostatnia w Azji Mniejszej upadła broniąca się przez dwanaście lat śródlądowa Filadelfia, która została zdobyta pod koniec 1390 roku.
Na Bałkanach w połowie XIV wieku potęgą stała się Serbia pod wodzą Stefana Duszana, który wykorzystując słabość wewnętrzną Cesarstwa zagarnął większość bizantyńskich posiadłości w Europie, sięgając od Belgradu niemal do Peloponezu. Obrazu klęski dopełniły wojny domowe przetaczające się w państwie. Pierwsza rozegrała się między Andronikiem II a jego wnukiem Andronikiem III. Druga, znacznie bardziej krwawa i zacięta, została zainicjowana pomiędzy regentami Jana V Paleologa a ambitnym wojskowym Janem VI Kantakuzenem. W obu tych konfliktach ingerowały na prośbę różnych stron obce mocarstwa, dlatego upadające Bizancjum stało się odtąd zaledwie rozgrywką między Turkami, Serbami, Bułgarami, oraz republikami włoskimi – Wenecją i Genuą. Jan V, a następnie jego syn Manuel II Paleolog, panowali na obszarze niewiele większym niż Konstantynopol. Bizancjum zaczęło być w drugiej połowie XIV wieku okrążane przez Turków Osmańskich, wezwanych przez Kantakuzena. Nie spodziewał się on jednak, że od 1352 roku ostaną się oni w Europie na dłużej i zaczną błyskawiczny podbój Półwyspu Bałkańskiego. Jan V, a następnie Manuel II, ubiegali się o pomoc władców krajów Europy Zachodniej, którzy jednak nie byli zainteresowani udzieleniem pomocy. Jan V nawet był skłonny doprowadzić do unii Kościoła prawosławnego z katolickim pod przywództwem papieża. Temat ten podjął także jego wnuk Jan VIII Paleolog, który zawarł unię florencką. Jednak unia nie przyniosła oczekiwanych efektów. W konsekwencji gniew ludności Konstantynopola zwrócił się przeciwko cesarzowi oraz wywołała oburzenie ze strony wiernej ortodoksji Wielkiego Księstwa Moskiewskiego. Dwie próby złamania rosnącej potęgi tureckiej na Bałkanach podjęte przez władców Europy Zachodniej nie powiodły się; w 1396 r. zachodnie rycerstwo pod wodzą króla Węgier przegrało pod Nikopolis, a w 1444 Warną przegrały wojska dowodzone przez Jana Hunyadego oraz króla Polski Władysława III. Za czasów Jana V i Manuela II Bizancjum stało się oficjalnie lennem tureckim, co oznaczało towarzyszenie sułtanowi w wyprawach wojennych, dostarczanie posiłków wojskowych Osmanom, czy płacenie trybutu. Na początku XV wieku zależność Bizancjum względem Turcji zelżała wskutek najazdu Timura Chromego, w wyniku którego sułtan przegrał z mongolskimi najeźdźcami bitwę pod Ankarą w 1402 roku. Okres spokoju nie potrwał jednak długo, ponieważ sułtan Murad II oblegał Konstantynopol w 1422 roku, chcąc zemścić się na Manuelu za jego wsparcie dla swoich wrogów. Nie udało mu się jednak zdobyć miasta. Ostatecznego podboju miasta dokonał Mehmed II Zdobywca w 1453 roku, podczas oblężenia Konstantynopola, tym samym kładąc kres istnienia Bizancjum.